# Lago hipersalino

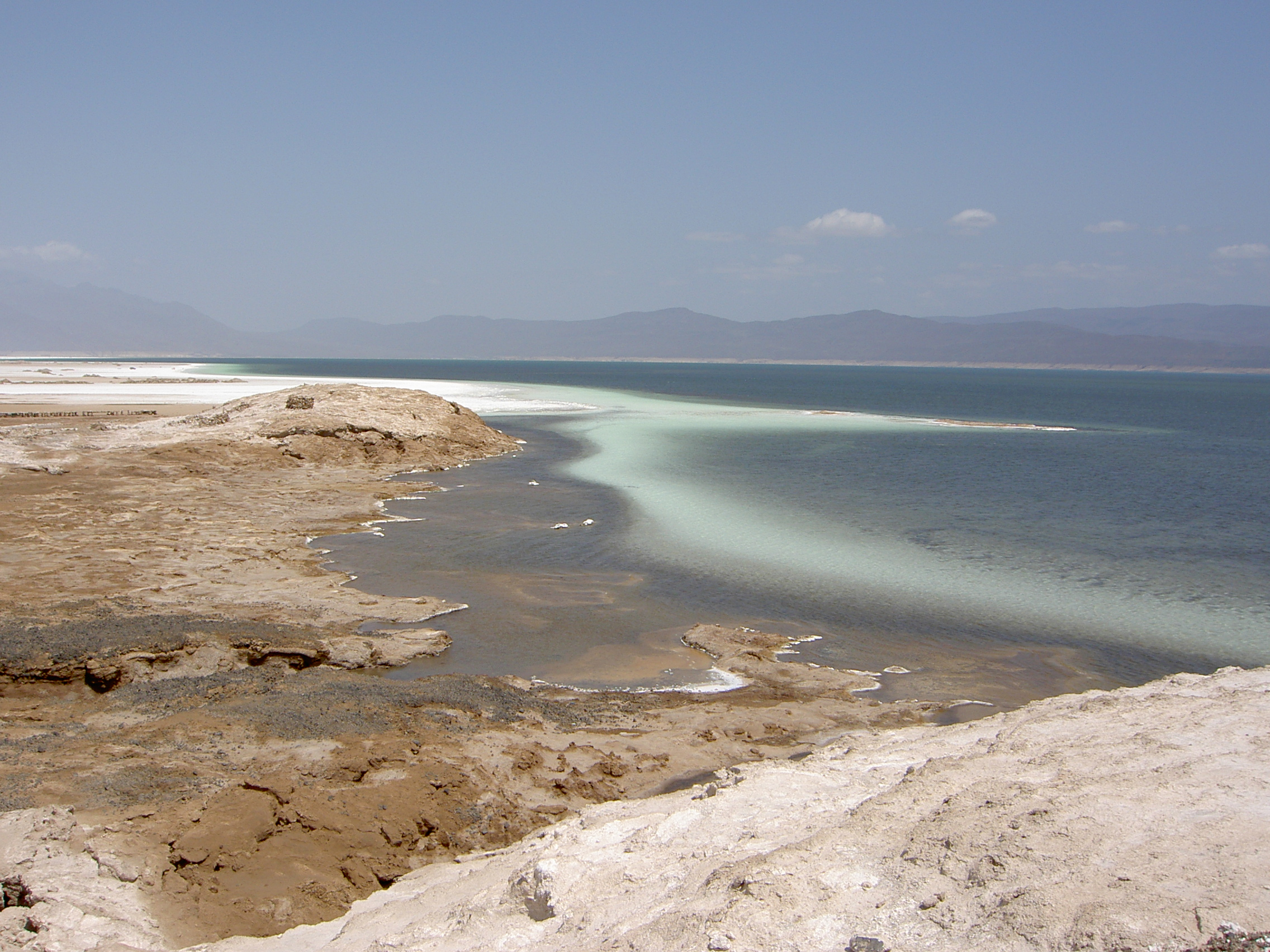
O Lago Assal é o lago mais salino fora da Antártida.

Um lago hipersalino é um corpo de água fechado que contém concentrações altas de cloreto de sódio ou outros sais, com níveis salinos que ultrapassam os da água do mar (3,5%, ou seja, 35 g/L). Nestes ambientes de alta salinidade podem prosperar micróbios e crustáceos especializados no entanto são águas hostis para a maioria das formas de vida. Algumas dessas espécies entram em estado dormente quando se dessecam, e acredita-se que algumas espécies sobreviveram durante 250 milhões de anos. A água dos lagos hipersalinos possui uma elevada flutuabilidade devido à grande quantidade de sal.

## Exemplos
O corpo de água mais salgado do mundo é a lagoa de Don Juan, situada nos Vales secos de McMurdo da  Antárctida. O seu volume é de cerca de 3 000 m3, contudo está constantemente a alterar-se. A lagoa de Don Juan apresenta um nível de salinidade de cerca de 44%, (ou seja, é 12 vezes mais salgada do que a água do mar). A sua alta salinidade impede o seu congelamento inclusive com temperaturas polares de -50 °C. Existem grandes lagos hipersalinos nestes vales antárcticos, como o lago Vanda com uma salinidade de 35% (10 vezes maior que a do oceano). Estão cobertos de gelo no inverno.
Fora da Antárctida o lago mais salino é o lago Assal de Djibuti, que tem uma salinidade de 34,8% (cerca de 10 vezes a do oceano). Provavelmente os lagos hipersalinos mais conhecidos são o mar Morto (34,2% de salinidade em 2010) e o Grande Lago Salgado (de 5 a 27% de salinidade variável). O mar Morto que separa Israel de Cisjordânia, é o lago hipersalino situado mais abaixo do nível do mar e a lagoa de Araruama é o lago hipersalino naior do mundo. O Grande Lago Salgado, situado em Utah, ainda que tenha o triplo da superfície do mar Morto, possui pouca profundidade e experimenta fortes flutuações do seu nível, maiores que as do mar Morto. Nos seus níveis mais baixos registados, aproxima-se a até 7,7 vezes a salinidade do mar, mas quando o seu nível é alto, a sua salinidade baixa para apenas um pouco acima da salinidade marinha.
Os lagos hipersalinos encontram-se em todos os continentes, especialmente em regiões áridas e semi-áridas.